# Tsutomu Seki
| 2396 Kochi             | 9 febbraio 1981   |
| 2571 Geisei            | 23 ottobre 1981   |
| 2582 Harimaya-Bashi    | 26 settembre 1981 |
| 2621 Goto              | 9 febbraio 1981   |
| 2835 Ryoma             | 20 novembre 1982  |
| 2880 Nihondaira        | 8 febbraio 1983   |
| 2961 Katsurahama       | 7 dicembre 1982   |
| 3150 Tosa              | 11 febbraio 1983  |
| 3182 Shimanto          | 27 novembre 1984  |
| 3262 Miune             | 28 novembre 1983  |
| 3431 Nakano            | 24 agosto 1984    |
| 3785 Kitami            | 30 novembre 1986  |
| 3822 Segovia           | 21 febbraio 1988  |
| 3851 Alhambra          | 30 ottobre 1986   |
| 3914 Kotogahama        | 16 settembre 1987 |
| 3935 Toatenmongakkai   | 14 agosto 1987    |
| 4039 Souseki           | 17 settembre 1987 |
| 4095 Ishizuchisan      | 16 settembre 1987 |
| 4097 Tsurugisan        | 18 novembre 1987  |
| 4101 Ruikou            | 8 febbraio 1988   |
| 4223 Shikoku           | 7 maggio 1988     |
| 4256 Kagamigawa        | 3 ottobre 1986    |
| 4290 Heisei            | 30 ottobre 1989   |
| 4399 Ashizuri          | 21 ottobre 1984   |
| 4411 Kochibunkyo       | 3 gennaio 1990    |
| 4439 Muroto            | 2 novembre 1984   |
| 4441 Toshie            | 26 gennaio 1985   |
| 4496 Kamimachi         | 9 dicembre 1988   |
| 4498 Shinkoyama        | 5 gennaio 1989    |
| 4505 Okamura           | 20 febbraio 1990  |
| 4578 Kurashiki         | 7 dicembre 1988   |
| 4606 Saheki            | 27 ottobre 1987   |
| 4639 Minox             | 5 marzo 1989      |
| 4670 Yoshinogawa       | 19 dicembre 1987  |
| 4675 Ohboke            | 19 settembre 1990 |
| 4841 Manjiro           | 28 ottobre 1989   |
| 4865 Sor               | 18 ottobre 1988   |
| 5058 Tarrega           | 28 luglio 1987    |
| 5113 Kohno             | 19 gennaio 1988   |
| 5124 Muraoka           | 4 febbraio 1989   |
| 5141 Tachibana         | 16 dicembre 1990  |
| 5179 Takeshima         | 1 marzo 1989      |
| 5209 Oloosson          | 13 febbraio 1989  |
| 5815 Shinsengumi       | 3 gennaio 1989    |
| 5823 Oryo              | 20 dicembre 1989  |
| 5824 Inagaki           | 24 dicembre 1989  |
| 5862 Sakanoue          | 13 gennaio 1983   |
| 5915 Yoshihiro         | 9 marzo 1991      |
| 5962 Shikokutenkyo     | 18 aprile 1990    |
| 5966 Tomeko            | 15 novembre 1990  |
| 5969 Ryuichiro         | 17 marzo 1991     |
| 6088 Hoshigakubo       | 18 ottobre 1988   |
| 6237 Chikushi          | 4 febbraio 1989   |
| 6244 Okamoto           | 20 agosto 1990    |
| 6302 Tengukogen        | 2 febbraio 1989   |
| 6399 Harada            | 3 aprile 1991     |
| 6449 Kudara            | 7 febbraio 1991   |
| 6458 Nouda             | 2 ottobre 1992    |
| 6497 Yamasaki          | 27 ottobre 1992   |
| 6514 Torahiko          | 25 novembre 1987  |
| 6606 Makino            | 16 ottobre 1990   |
| 6660 Matsumoto         | 16 gennaio 1993   |
| 6699 Igaueno           | 19 dicembre 1987  |
| 6720 Gifu              | 11 novembre 1990  |
| 6925 Susumu            | 24 ottobre 1993   |
| 6965 Niyodogawa        | 11 novembre 1990  |
| 6971 Omogokei          | 8 febbraio 1992   |
| 7017 Uradowan          | 1 febbraio 1992   |
| 7094 Godaisan          | 4 settembre 1992  |
| 7125 Eitarodate        | 7 febbraio 1991   |
| 7235 Hitsuzan          | 30 ottobre 1986   |
| 7274 Washioyama        | 21 marzo 1982     |
| 7287 Yokokurayama      | 10 novembre 1990  |
| 7289 Kamegamori        | 5 maggio 1991     |
| 7410 Kawazoe           | 20 agosto 1990    |
| 7415 Susumuimoto       | 14 novembre 1990  |
| 7463 Oukawamine        | 20 settembre 1985 |
| 7594 Shotaro           | 19 gennaio 1993   |
| 7650 Kaname            | 16 ottobre 1990   |
| 7693 Hoshitakuhai      | 20 novembre 1982  |
| 8083 Mayeda            | 1 novembre 1988   |
| 8163 Ishizaki          | 27 ottobre 1990   |
| 8234 Nobeoka           | 3 novembre 1997   |
| 8367 Bokusui           | 23 ottobre 1990   |
| 8375 Kenzokohno        | 12 gennaio 1992   |
| 8387 Fujimori          | 19 febbraio 1993  |
| 8428 Okiko             | 3 novembre 1997   |
| 8485 Satoru            | 29 marzo 1989     |
| 8492 Kikuoka           | 21 gennaio 1990   |
| 8732 Champion          | 8 dicembre 1996   |
| 8877 Rentaro           | 19 gennaio 1993   |
| 8957 Koujounotsuki     | 22 marzo 1998     |
| 9032 Tanakami          | 23 novembre 1989  |
| 9062 Ohnishi           | 27 novembre 1992  |
| 9063 Washi             | 17 dicembre 1992  |
| 9196 Sukagawa          | 27 novembre 1992  |
| 9198 Sasagamine        | 25 gennaio 1993   |
| 9323 Hirohisasato      | 11 febbraio 1989  |
| 9409 Kanpuzan          | 25 gennaio 1995   |
| 9745 Shinkenwada       | 2 novembre 1988   |
| 9751 Kadota            | 20 agosto 1990    |
| 9756 Ezaki             | 12 febbraio 1991  |
| 9852 Gora              | 24 dicembre 1990  |
| 9870 Maehata           | 24 febbraio 1992  |
| 9964 Hideyonoguchi     | 13 febbraio 1992  |
| 10078 Stanthorpe       | 30 ottobre 1989   |
| 10091 Bandaisan        | 11 novembre 1990  |
| 10094 Eijikato         | 20 febbraio 1991  |
| 10167 Yoshiwatiso      | 31 gennaio 1995   |
| 10300 Tanakadate       | 6 marzo 1989      |
| 10321 Rampo            | 26 ottobre 1990   |
| 10547 Yosakoi          | 2 maggio 1992     |
| 10791 Uson             | 8 febbraio 1992   |
| 10803 Caléyo           | 21 ottobre 1992   |
| 10829 Matsuobasho      | 22 ottobre 1993   |
| 11288 Okunohosomichi   | 10 dicembre 1990  |
| 11294 Kazu             | 4 febbraio 1992   |
| 11296 Denzen           | 24 maggio 1992    |
| 11304 Cowra            | 19 febbraio 1993  |
| 11321 Tosimatumoto     | 21 febbraio 1995  |
| 11361 Orbinskij        | 28 febbraio 1998  |
| 11516 Arthurpage       | 6 marzo 1991      |
| 11878 Hanamiyama       | 18 aprile 1990    |
| 11925 Usubae           | 23 dicembre 1992  |
| 11927 Mount Kent       | 16 gennaio 1993   |
| 12084 Unno             | 22 marzo 1998     |
| 12277 Tajimasatonokai  | 17 novembre 1990  |
| 12335 Tatsukushi       | 21 novembre 1992  |
| 12690 Kochimiraikagaku | 5 novembre 1988   |
| 12706 Tanezaki         | 15 ottobre 1990   |
| 12749 Odokaigan        | 2 febbraio 1993   |
| 13015 Noradokei        | 14 dicembre 1987  |
| 13529 Yokaboshi        | 1 settembre 1991  |
| 13553 Masaakikoyama    | 2 maggio 1992     |
| 13569 Oshu             | 4 marzo 1993      |
| 13918 Tsukinada        | 24 agosto 1984    |
| 13933 Charleville      | 2 novembre 1988   |
| 13978 Hiwasa           | 4 maggio 1992     |
| 13989 Murikabushi      | 16 gennaio 1993   |
| 14012 Amedee           | 6 dicembre 1993   |
| 14880 Moa              | 7 febbraio 1991   |
| 15238 Hisaohori        | 2 febbraio 1989   |
| 15252 Yoshiken         | 20 luglio 1990    |
| 15723 Girraween        | 20 settembre 1990 |
| 15739 Matsukuma        | 9 marzo 1991      |
| 16503 Ayato            | 15 ottobre 1990   |
| 16602 Anabuki          | 17 marzo 1993     |
| 17461 Shigosenger      | 20 ottobre 1990   |
| 17465 Inawashiroko     | 11 novembre 1990  |
| 17508 Takumadan        | 3 maggio 1992     |
| 17509 Ikumadan         | 4 maggio 1992     |
| 18365 Shimomoto        | 17 novembre 1990  |
| 18400 Muramatsushigeru | 25 novembre 1992  |
| 18609 Shinobuyama      | 30 gennaio 1998   |
| 18644 Arashiyama       | 2 marzo 1998      |
| 19156 Heco             | 20 settembre 1990 |
| 19161 Sakawa           | 15 ottobre 1990   |
| 19197 Akasaki          | 6 marzo 1992      |
| 19210 Higayoshihiro    | 25 dicembre 1992  |
| 20040 Tatsuyamatsuyama | 21 novembre 1992  |
| 20102 Takasago         | 31 gennaio 1995   |
| 21014 Daishi           | 13 ottobre 1988   |
| 21016 Miyazawaseiroku  | 2 novembre 1988   |
| 21022 Ike              | 2 febbraio 1989   |
| 21089 Mochizuki        | 8 febbraio 1992   |
| 21126 Katsuyoshi       | 19 gennaio 1993   |
| 21166 Nobuyukishouji   | 6 dicembre 1993   |
| 21282 Shimizuyuka      | 14 ottobre 1996   |
| 23468 Kannabe          | 20 settembre 1990 |
| 23478 Chikumagawa      | 21 gennaio 1991   |
| 23504 Haneda           | 7 marzo 1992      |
| 23587 Abukumado        | 2 ottobre 1995    |
| 24889 Tamurahosinomura | 11 dicembre 1996  |
| 26092 Norikonoriyuki   | 16 settembre 1987 |
| 26097 Kamishi          | 6 novembre 1988   |
| 26123 Hiroshiyoshida   | 29 luglio 1992    |
| 26127 Otakasakajyo     | 19 gennaio 1993   |
| 26151 Irinokaigan      | 2 ottobre 1994    |
| 26837 Yoshitakaokazaki | 7 settembre 1991  |
| 27716 Nobuyuki         | 13 febbraio 1989  |
| 27739 Kimihiro         | 17 ottobre 1990   |
| 27740 Obatomoyuki      | 20 ottobre 1990   |
| 27790 Urashimataro     | 13 febbraio 1993  |
| 29157 Higashinihon     | 11 marzo 1989     |
| 29186 Lake Tekapo      | 26 ottobre 1990   |
| 29199 Himeji           | 17 marzo 1991     |
| 29249 Hiraizumi        | 26 settembre 1992 |
| 29252 Konjikido        | 25 gennaio 1993   |
| 29337 Hakurojo         | 6 gennaio 1995    |
| 30838 Hitomiyamasaki   | 7 febbraio 1991   |
| 30879 Hiroshikanai     | 25 maggio 1992    |
| 30888 Okitsumisaki     | 19 gennaio 1993   |
| 32858 Kitakamigawa     | 25 gennaio 1993   |
| 35076 Yataro           | 21 gennaio 1990   |
| 35093 Akicity          | 14 marzo 1991     |
| 37729 Akiratakao       | 14 ottobre 1996   |
| 39558 Kishine          | 24 maggio 1992    |
| 39566 Carllewis        | 26 settembre 1992 |
| 39712 Ehimedaigaku     | 14 ottobre 1996   |
| 39809 Fukuchan         | 30 novembre 1997  |
| 42566 Ryutaro          | 3 dicembre 1996   |
| 43792 Nobutakagoto     | 11 novembre 1990  |
| 43794 Yabetakemoto     | 19 dicembre 1990  |
| 43803 Wakakinosakura   | 7 settembre 1991  |
| 43857 Tanijinzan       | 15 novembre 1993  |
| 46580 Ryouichiirie     | 2 aprile 1992     |
| 46595 Kita-Kyushu      | 29 dicembre 1992  |
| 46596 Tobata           | 16 gennaio 1993   |
| 46592 Marinawatanabe   | 16 dicembre 1992  |
| 48482 Oruki            | 5 febbraio 1992   |
| 48495 Ryugado          | 16 gennaio 1993   |
| 52285 Kakurinji        | 30 luglio 1990    |
| 52455 Masamika         | 6 gennaio 1995    |
| 58164 Reiwanohoshi     | 20 novembre 1989  |
| 58184 Masayukiyamamoto | 7 settembre 1991  |
| 58185 Rokkosan         | 7 settembre 1991  |
| 65716 Ohkinohama       | 25 gennaio 1993   |
| 65894 Echizenmisaki    | 30 gennaio 1998   |
| 79130 Bandanomori      | 26 ottobre 1990   |
| 79149 Kajigamori       | 27 ottobre 1992   |
| 79152 Abukumagawa      | 17 marzo 1993     |
| 90713 Chajnantor       | 11 novembre 1990  |
| 120462 Amanohashidate  | 26 ottobre 1990   |
| 237276 Nakama          | 2 dicembre 2008   |

Tsutomu Seki (関勉?, Seki Tsutomu; Kōchi, 3 novembre 1930) è un astronomo amatoriale giapponese, di professione insegnante di chitarra classica.
Tsutomu Seki è inoltre direttore dell'Osservatorio Geisei di Kōchi, e della Sezione Comete dell'Oriental Astronomical Association.
Il Minor Planet Center gli accredita le scoperte di duecentoventicinque asteroidi, fra cui l'asteroide Amor 13553 Masaakikoyama e l'asteroide Troiano 5209 Oloosson.
Seki ha inoltre scoperto o coscoperto sei comete: C/1961 T1 Seki, C/1962 C1 Seki-Lines (grande cometa del 1962), C/1965 S1 Ikeya-Seki (grande cometa del 1965), C/1967 C1 Seki, C/1967 Y1 Ikeya-Seki e la C/1970 U1 Suzuki-Sato-Seki.

## Riconoscimenti
Nel 1970 gli è stata assegnata la The Astronomical Society of the Pacific Comet Medal. Seki ha ricevuto anche la Médaille du Centenaire della Société astronomique de France. 
Gli è stato dedicato l'asteroide 3426 Seki.